# 利民科技
利民科技（Thermalright Inc.）為製造電腦用散熱器的廠商，2001年成立於臺灣臺北市，臺灣為設計製造地，美國加州設立銷售部門。主要產品著重於電腦超頻/靜音玩家。2016年並在臺灣設立分公司索摩樂。